# Seznam zápasů slovenské fotbalové reprezentace na MS
Slovenská fotbalová reprezentace byla celkem 1x na mistrovstvích světa ve fotbale a to v roce 2010.
- Aktualizace po MS 2010 - Počet utkání - 4 - Vítězství - 1x - Remízy - 1x - Prohry - 2x

| Číslo | Soupeř      | Výsledek | MS      | Fáze turnaje       | Góly Slovenska                   |
| ----- | ----------- | -------- | ------- | ------------------ | -------------------------------- |
| 1.    | Nový Zéland | 1 – 1    | MS 2010 | základní skupina F | Róbert Vittek                    |
| 2.    | Paraguay    | 0 – 2    | MS 2010 | základní skupina F | Ne                               |
| 3.    | Itálie      | 3 – 2    | MS 2010 | základní skupina F | Róbert Vittek (2), Kamil Kopúnek |
| 4.    | Nizozemsko  | 1 – 2    | MS 2010 | osmifinále         | Róbert Vittek (penalta)          |